# Таков, Стефан
Стефан Таков (серб. Stefan Takov; род. 6 августа 2002) — сербский тхэквондист, член сборной Сербии. Призёр чемпионатов мира, чемпион Европы. 

## Карьера
Родился 6 августа 2002 года в Сербии. С 2015 года Стефан выступает на международных соревнованиях по тхэквондо. В 2019 году выиграл золотую медаль в весовой категории до 73 кг на чемпионате Европы среди юношей. 
В 2022 году в Гвадалахаре, на чемпионате мира, в весовой категории до 74 кг стал бронзовым призёром чемпионата мира.
В 2022 году на чемпионате Европы по тхэквондо, который состоялся в Манчестере, стал чемпионом в весовой категории до 74 кг. В финале сумел одолеть спортсмена из Боснии и Герцеговины Неджада Хустича. 
В 2023 году на чемпионате мира, который состоялся в Баку, в категории до 74 кг, Стефан Таков завоевал серебряную медаль. В финальной схватке он уступил спортсмену из Хорватии Марко Голубичу.